# Tyrophagus
Tyrophagus é um género de ácaros da família Acaridae.

## Espécies
O género Tyrophagus inclui as seguintes espécies:
- Tyrophagus curvipenis Fain & Fauvel, 1993
- Tyrophagus debrivorus Chinniah & Mohanasundaram, 1996
- Tyrophagus glossinarum Fain, 1985
- Tyrophagus houstoni (Fain, 1986)
- Tyrophagus jingdezhenensis Jiang-Zhenta, 1993
- Tyrophagus lini Oudemans, 1924
- Tyrophagus longior (Gervais, 1844)
- Tyrophagus mimlongior Jiang, 1993
- Tyrophagus neiswanderi Johnson & Bruce, 1965
- Tyrophagus neotropicus (Oudemans, 1917)
- Tyrophagus palmarum Oudemans, 1924
- Tyrophagus perniciosus Zakhvatkin, 1941
- Tyrophagus putrescentiae (Schrank, 1781)
- Tyrophagus robertsonae Lynch, 1989
- Tyrophagus savasi Lynch, 1989
- Tyrophagus similis Volgin, 1949
- Tyrophagus tropicus Robertson, 1959